# 4522 Брітастра
4522 Брітастра (4522 Britastra) — астероїд головного поясу, відкритий 22 січня 1980 року.
Тіссеранів параметр щодо Юпітера — 3,318.